# Mistrzostwa Świata w Saneczkarstwie 1996
Mistrzostwa Świata w Saneczkarstwie 1996 – 29. edycja mistrzostw świata w saneczkarstwie, rozegrana w 1996 roku w niemieckim Altenbergu. Rozegrane zostały cztery konkurencje: jedynki kobiet, jedynki mężczyzn, dwójki mężczyzn oraz zawody drużynowe. W tabeli medalowej najlepsza była Austria.

## Wyniki

### Jedynki kobiet
| Medal  | Zawodniczka          | Państwo           | Czas     | Strata |
| ------ | -------------------- | ----------------- | -------- | ------ |
| złoto  | Jana Bode            | Niemcy            | 1:26,328 |        |
| srebro | Susi Erdmann         | Niemcy            | 1:26,541 |        |
| brąz   | Gerda Weissensteiner | Włochy            | 1:26,630 |        |
| 4      | Angelika Neuner      | Austria           | 1:26,799 |        |
| 5      | Cammy Myler          | Stany Zjednoczone | 1:27,053 |        |
| 6      | Andrea Tagwerker     | Austria           | 1:27,081 |        |

### Jedynki mężczyzn
| Medal  | Zawodnik     | Państwo | Czas | Strata |
| ------ | ------------ | ------- | ---- | ------ |
| złoto  | Markus Prock | Austria |      |        |
| srebro | Georg Hackl  | Niemcy  |      |        |
| brąz   | Jens Müller  | Niemcy  |      |        |

### Dwójki mężczyzn
| Medal  | Zawodnicy                                 | Państwo           | Czas | Strata |
| ------ | ----------------------------------------- | ----------------- | ---- | ------ |
| złoto  | Tobias Schiegl/Markus Schiegl             | Austria           |      |        |
| srebro | Chris Thorpe/Gordy Sheer                  | Stany Zjednoczone |      |        |
| brąz   | Gerhard Plankensteiner/Oswald Haselrieder | Włochy            |      |        |

### Drużynowe
| Medal  | Zawodnicy | Państwo | Czas | Strata |
| ------ | --- | ------- | ---- | ------ |
| złoto  | Markus Prock/Markus Schmidt/Angelika Neuner/Andrea Tagwerker/Tobias Schiegl/Markus Schiegl                     | Austria |      |        |
| srebro | Georg Hackl/Jens Müller/Jana Bode/Gabriele Kohlisch/Stefan Krauße/Jan Behrendt                                 | Niemcy  |      |        |
| brąz   | Wilfried Huber/Armin Zöggeler/Natalie Obkircher/Gerda Weissensteiner/Gerhard Plankensteiner/Oswald Haselrieder | Włochy  |      |        |

## Klasyfikacja medalowa
| Miejsce | Państwo           | złoto | srebro | brąz | Razem |
| ------- | ----------------- | ----- | ------ | ---- | ----- |
| 1.      | Austria           | 3     | 0      | 0    | 3     |
| 2.      | Niemcy            | 1     | 3      | 1    | 5     |
| 3.      | Stany Zjednoczone | 0     | 1      | 0    | 1     |
| 4.      | Włochy            | 0     | 0      | 3    | 3     |